# Confidence (film, 2003)
Pour les articles homonymes, voir Confidence.
Pour plus de détails, voir Fiche technique et Distribution.
Confidence est un film américano-germano-canadien réalisé par James Foley, sorti en 2003.

## Synopsis
Le lendemain d'une arnaque réussie, l'un des truands est retrouvé mort. Il s'avère que l'argent appartenait à un baron du crime de Los Angeles, The King. Jake Vig, le chef de la bande propose à King de travailler pour lui et d'arnaquer Morgan Price, un banquier rival de King.
Vig remonte son équipe, composée de Gordo et Miles, et recrute Lily. King, qui souffre de trouble du déficit de l'attention avec hyperactivité, impose son homme, Lupus.
L'arnaque consiste à faire transférer de l'argent à l'étranger par le vice-président de la banque, mais Gunther Buthen, du FBI, refait surface avec la nette intention d'arrêter Jake Vig, qu'il surveillait depuis des années. Butan force les policiers à la solde de Vig, Manzano et Whitworth, de le trahir.
Apprenant le retour de Buthen, Vig arrête l'opération et chasse Lily. Lupus le contraint cependant de continuer. Le vice-président transfère l'argent à Belize, d'où Gordo le ramène à l'aéroport international d'Ontario. Là, il est attendu par Buthen et les hommes de King, qui en veulent à son sac de cinq millions de dollars. Buthen arrête King et confisque l'argent et Gordo disparaît.
Lupus, qui croit que King a l'argent, révèle que c'est lui qui a tué l'ami de Vig. Alors qu'il allait abattre Vig à bout portant, Lupus est tué par Travis, un homme de main de Morgan Price. Il s'avère qu'en quittant Vig, Lily a révélé l'arnaque à Price à la minute même du transfert.
Travis emmène Jake Vig dans un terrain vague et le force à raconter toute l'histoire, mais Lily, furieuse, abat Jake. Travis s'enfuit avec Lily. Puis Buthen arrive et Vig se redresse. Et la fin de l'arnaque est révélée.

## Fiche technique
- Titre : Confidence
- Titre québécois : En toute confiance
- Réalisation : James Foley
- Musique : Christophe Beck
- Photographie : Juan Ruiz Anchía
- Montage : Stuart Levy
- Production : Michael Burns, Marc Butan (en), Michael Ohoven (en) & Michael Paseornek
- Sociétés de production : Lions Gate Film, Cinerenta Medienbeteiligungs KG, Ignite Entertainment & Cinewhite Productions
- Société de distribution : Lions Gate Film
- Pays :  États-Unis,  Canada,  Allemagne
- Format : Couleurs - 35 mm - 2,35:1 - DTS / Dolby Digital / SDDS
- Genre : Thriller
- Durée : 97 min

## Distribution
- Edward Burns (VF : Jean-Philippe Puymartin[1] ; VQ : Benoît Gouin) : Jake Vig
- Dustin Hoffman (VF : Jean-Jacques Moreau ; VQ : Guy Nadon) : King
- Rachel Weisz (VF : Françoise Cadol) : Lily
- Andy García (VF : Bernard Gabay ; VQ : Jean-Luc Montminy) : Gunther Buthen
- Paul Giamatti (VF : Gérard Darier ; VQ : Pierre Auger) : Gordo
- Brian Van Holt (VF : Michel Dodane ; VQ : Marc-André Bélanger) : Miles
- Morris Chestnut (VF : Gilles Morvan ; VQ : Thiéry Dubé) : Travis
- Franky G. (VF : Serge Faliu) : Lupus
- Luis Guzmán (VF : Bruno Dubernat ; VQ : Manuel Tadros) : Omar Manzano
- Donal Logue (VF : Gérard Surugue ; VQ : Benoît Rousseau) : Lloyd Whitworth
- John Carroll Lynch (VF : Claude Brosset ; VQ : Luis de Cespedes) : Leon Ashby
- Leland Orser (VQ : Louis-Philippe Dandenault) : Lionel Dolby
- Louis Lombardi (VF : Vincent Grass ; VQ : Jean-Marie Moncelet) : Big Al
- Robert Forster : Morgan Price
- Tom Lister, Jr. (VF : Benoît Allemane ; VQ : Pierre Chagnon) : Harlin
- Elle Alexander (VQ : Hélène Mondoux) : Michelle Strigo
- Robert Pine (VF : Vania Vilers ; VQ : Yvon Thiboutot) : M. Lewis
- Elysia Skye (VF : Chantal Baroin) : la vendeuse de la bijouterie

## Autour du film
En version originale, le film comporte 130 occurrences du mot « fuck ».

## Remake
Un remake indien de Confidence produit à Bollywood est sorti en 2005 sous le titre Ek Khiladi Ek Haseena (en).